# NGC 1333
NGC 1333 هي مجرة تتبع كوكبة حامل رأس الغول. اكتشفها Eduard Schönfeld ‏ في 31 ديسمبر 1855.

## معرض صور

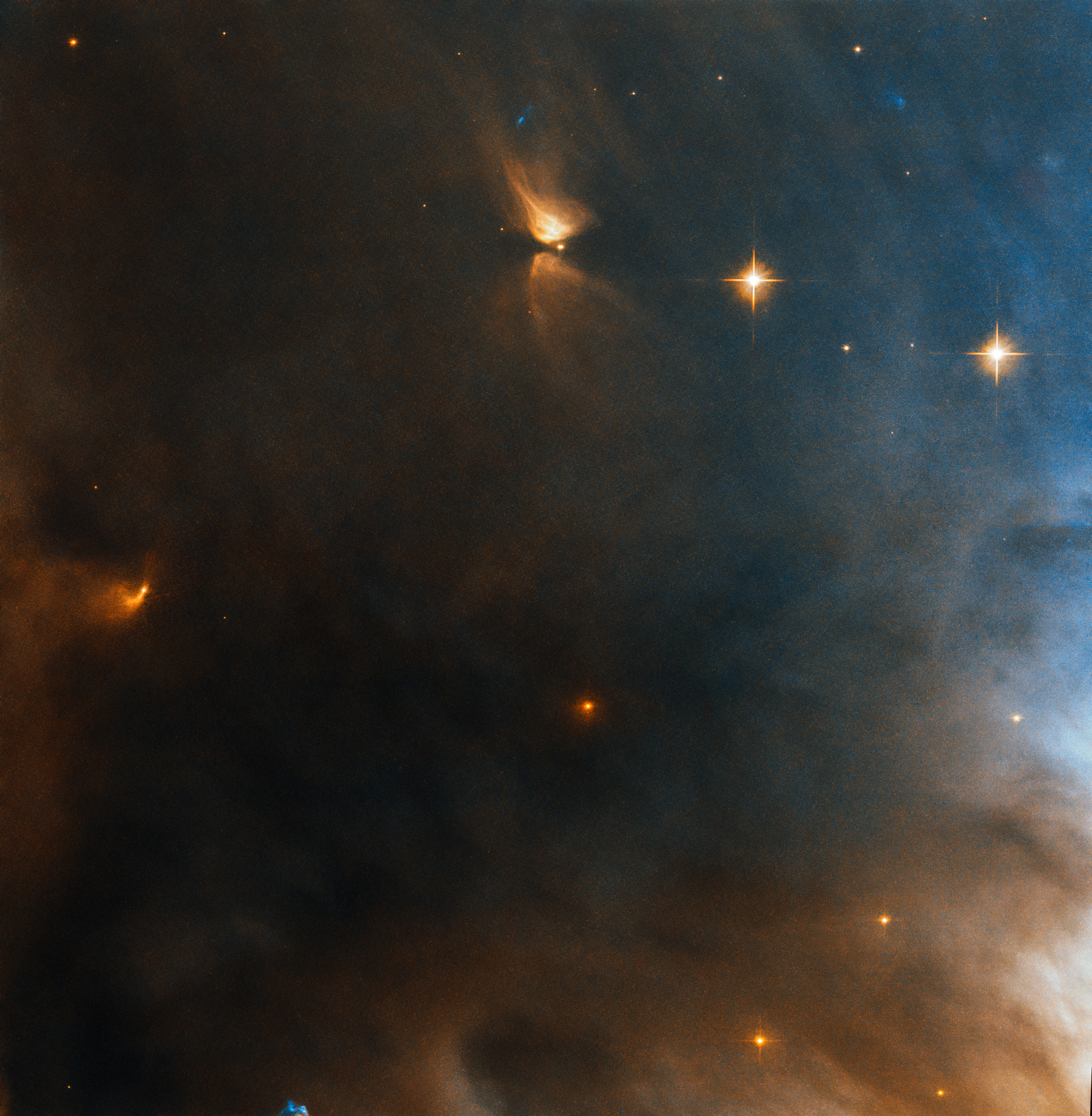
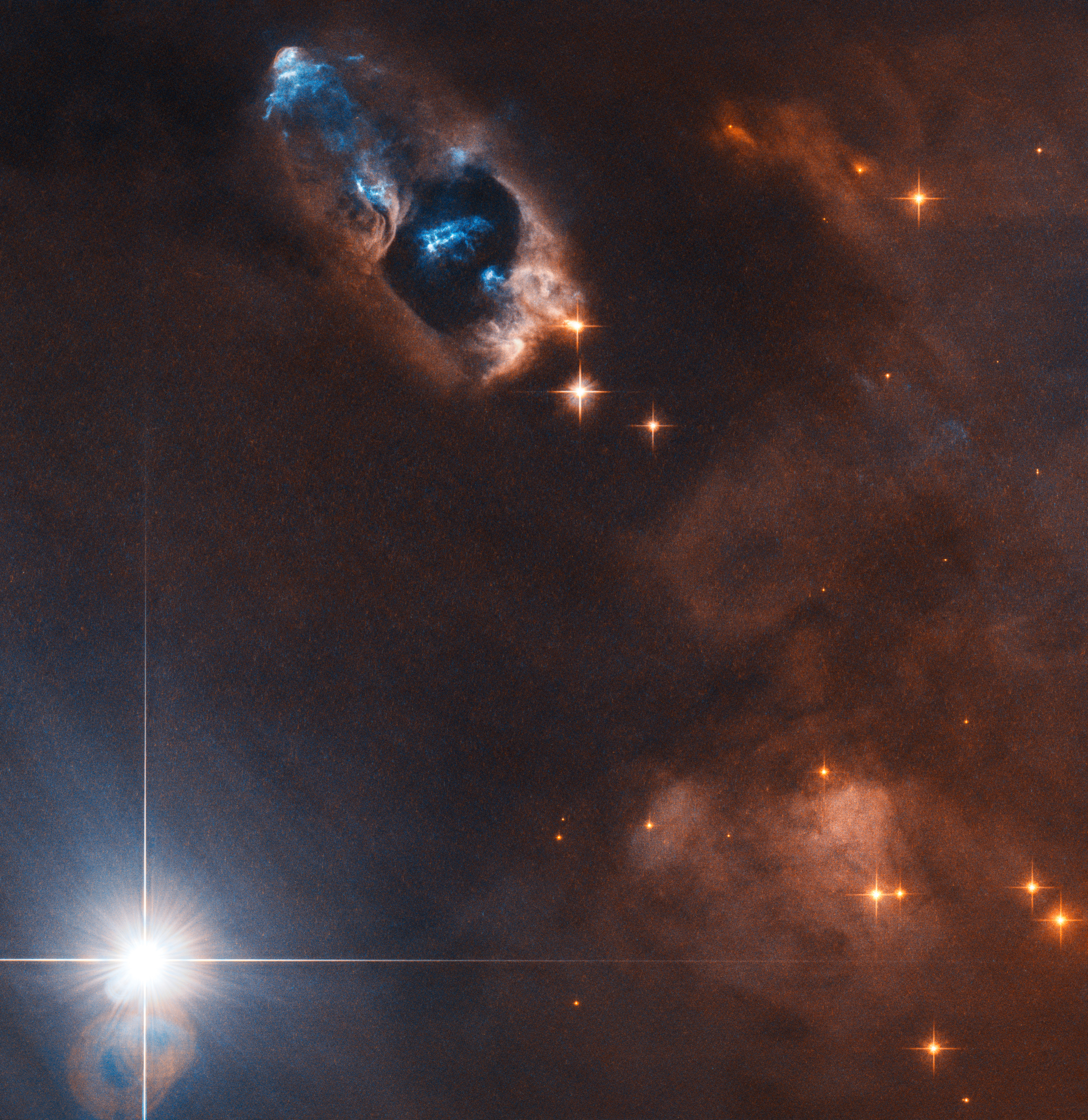
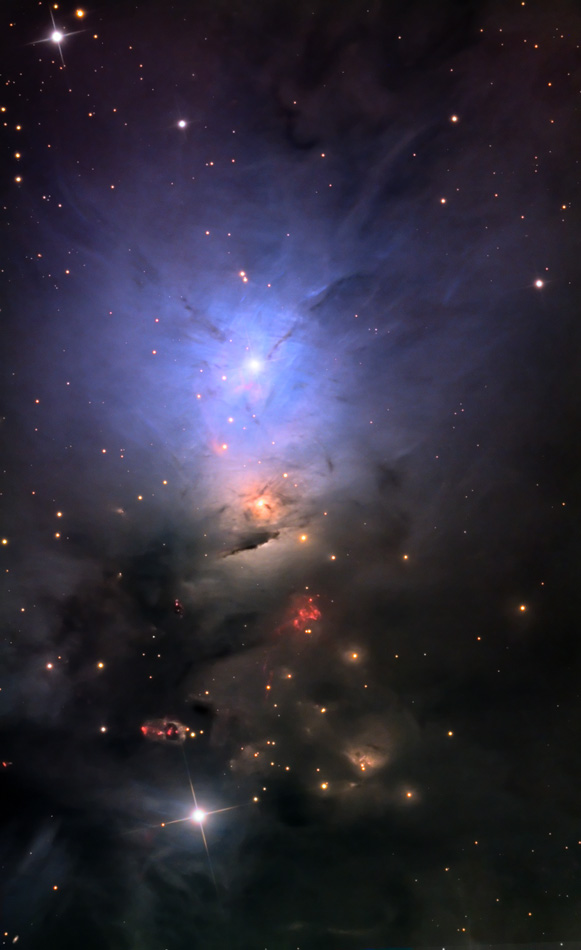

## روابط خارجية
- NGC 1333 على موقع ويكي سكاي: DSS2, SDSS, GALEX, IRAS, Hydrogen α, X-Ray, Astrophoto, Sky Map, Articles and images